# العلاقات التشادية الفنلندية
العلاقات التشادية الفنلندية هي العلاقات الثنائية التي تجمع بين تشاد وفنلندا.

## مقارنة بين البلدين
هذه مقارنة عامة ومرجعية للدولتين:
| وجه المقارنة                                              | تشاد                      | فنلندا                                                                               |
| --------------------------------------------------------- | ------------------------- | ------------------------------------------------------------------------------------ |
| المساحة (كم2)                                             | 1.28 مليون                | 338.42 ألف                                                                           |
| عدد السكان (نسمة)                                         | 15.23 مليون               | 5.52 مليون                                                                           |
| الكثافة السكانية (ن./كم²)                                 | 11.9                      | 16.31                                                                                |
| العاصمة                                                   | انجمينا                   | هلسنكي                                                                               |
| اللغة الرسمية                                             | لغة فرنسية، اللغة العربية | اللغة الفنلندية، اللغة السويدية                                                      |
| العملة                                                    | فرنك وسط أفريقي           | يورو، ماركا فنلندية                                                                  |
| الناتج المحلي الإجمالي (بليون دولار)                      | 9.98 مليار                | 251.88 مليار                                                                         |
| الناتج المحلي الإجمالي (تعادل القوة الشرائية) بليون دولار | 30.54 مليار               | 231.84 مليار                                                                         |
| الناتج المحلي الإجمالي الاسمي للفرد دولار أمريكي          | 775                       | 42.31 ألف                                                                            |
| الناتج المحلي الإجمالي للفرد دولار أمريكي                 | 2.18 ألف                  | 40.68 ألف                                                                            |
| مؤشر التنمية البشرية                                      | 0.392                     | 0.883                                                                                |
| رمز المكالمات الدولي                                      | +235                      | +358                                                                                 |
| رمز الإنترنت                                              | .td                       | .fi                                                                                  |
| المنطقة الزمنية                                           | ت ع م+01:00               | ت ع م+02:00، ت ع م+03:00، أوروبا/هلسنكي ‏، توقيت شرق أوروبا، توقيت شرق أوروبا الصيفي ‏ |

## منظمات دولية مشتركة
يشترك البلدان في عضوية مجموعة من المنظمات الدولية، منها:
| علم المنظمة | اسم المنظمة                               | تاريخ انضمام تشاد | تاريخ انضمام فنلندا |
| ----------- | ----------------------------------------- | ----------------- | ------------------- |
|             | مؤسسة التنمية الدولية                     | 7 نوفمبر 1963     | 29 ديسمبر 1960      |
|             | يونسكو                                    | 19 ديسمبر 1960    | 10 أكتوبر 1956      |
|             | وكالة ضمان الاستثمار متعدد الأطراف        | 11 يونيو 2002     | 28 ديسمبر 1988      |
|             | الأمم المتحدة                             | 20 سبتمبر 1960    | 14 ديسمبر 1955      |
|             | الاتحاد البريدي العالمي                   | ?                 | ?                   |
|             | البنك الدولي للإنشاء والتعمير             | 10 يوليو 1963     | 14 يناير 1948       |
|             | الاتحاد الدولي للاتصالات                  | 25 نوفمبر 1960    | 1 سبتمبر 1920       |
|             | منظمة حظر الأسلحة الكيميائية              | ?                 | ?                   |
|             | مؤسسة التمويل الدولية                     | 2 أبريل 1998      | 20 يوليو 1956       |
|             | المركز الدولي لتسوية المنازعات الاستشارية | 14 أكتوبر 1966    | 8 فبراير 1969       |
|             | منظمة التجارة العالمية                    | ?                 | 1995                |
|             | منظمة الشرطة الجنائية الدولية             | ?                 | ?                   |
|             | البنك الإفريقي للتنمية                    | ?                 | ?                   |

## وصلات خارجية
- موقع وزارة الخارجية الفنلندية